# Federación Argentina de Boxeo
Die Federación Argentina de Boxeo (Abkürzung FAB) ist die argentinische Profi-Boxorganisation und vergibt demnach unter anderem den „Titel des argentinischen Meisters“.
Der Verband wurde am 23. März im Jahre 1920 in der argentinischen Hauptstadt Buenos Aires gegründet. Aktueller Präsident ist Luis Romio. Vizepräsident ist Héctor Morales.